# Dichelacera modesta
Dichelacera modesta är en tvåvingeart som beskrevs av Lutz 1915. Dichelacera modesta ingår i släktet Dichelacera och familjen bromsar. Inga underarter finns listade i Catalogue of Life.